# Epaphrodita
Epaphrodita es un género de mantis de la familia Hymenopodidae. Tiene tres especies:
- Epaphrodita dentifrons
- Epaphrodita lobivertex
- Epaphrodita musarum